# Rôle propre infirmier
Le rôle propre infirmier recouvre communément les actes de soins infirmiers qu'un infirmier peut mettre en œuvre de façon autonome dans le cadre de son activité professionnelle. Le rôle propre infirmier se complète par le rôle médico-délégué, qui regroupe les interventions que le professionnel effectue après avis ou prescription médicale. La législation relative à l'exercice du métier d'infirmier de chaque pays précise au travers d'un décret la liste des actes du rôle propre.

## Définition
Le rôle propre de l'infirmier est de considérer la personne dans sa globalité - en tant qu'être bio-psycho-socio-spirituel - et d'accompagner cet être pour lui proposer une aide personnalisée et professionnelle qui lui permettra de conserver ou de retrouver la santé dans toutes ces dimensions.
Le champ d'action de cette activité infirmière se définit autour des réactions humaines de santé. Le savoir-faire spécifique infirmier est la connaissance approfondie des réactions humaines de santé. Cette connaissance permet à l'infirmière de poser des diagnostics infirmiers.
Il fait appel à différentes interventions qui sont exécutées de façon indépendante ou en collaboration avec d'autres professionnels de la santé et qui doivent s'inscrire dans le cadre législatif et déontologique fixant les limites de l'autonomie de l'infirmier. Celles-ci sont argumentés et consignés dans la démarche de soins infirmiers, qui est une vision binoculaire (Regard Médical, Regard sur les réactions humaines de santé). 
Les interventions se classent de la manière (dans l'école de pensée des besoins) suivante :
- Interventions de recueil de données
  - déterminer les dépendances réelles ou potentielles de la personne pour satisfaire ses besoins primaires ;
  - déterminer les causes de ces dépendances (qu'elles soient de type pathologique ou non) seul ou en collaboration (avec notamment le médecin) ;
  - déterminer les besoins de la personne avec sa participation, en fonction de sa maladie ou de ses réactions humaines de santé ;
- Interventions techniques
  - élaboration de la démarche de soins infirmiers avec pose d'un diagnostic infirmier prédominant ;
  - pose d'objectifs de soins en fonction du diagnostic infirmier retenu et des données médicales, constituant le projet de soins de la personne ;
  - élaboration d'actes de soins, seul ou en collaboration avec l'équipe pluri-disciplinaire, en accord avec la personne et en fonction de ses ressources ;
- Interventions d'évaluation
  - évaluation des résultats escomptés au fil de la prise en soins de la personne ;
  - réactualisation du projet de soins en fonction de l'atteinte ou non des résultats escomptés.

En pratique, ce sont notamment les soins d'accueil et de recueil de données, d'évaluation de la douleur et du degré d'autonomie, de relation d'aide, de surveillance des signes vitaux et de l'efficacité des thérapeutiques, d'éducation thérapeutique, ou encore la réalisation des soins fondamentaux, de la démarche de soins infirmiers avec pose d'objectifs de soins, ainsi que le maintien de l'hygiène hospitalière.

## Histoire et origines du rôle propre infirmier
L'avènement du rôle propre infirmier (ou rôle autonome) est en lien avec l'évolution de la profession infirmière au cours du temps. De la création de la première école d'infirmières en Angleterre par Florence Nightingale, avec la formation du Nightingale Pledge en 1893 (comité validant une formation nationale commune aux États-Unis d'Amérique), puis par la création en 1909 du département Soins infirmiers à la Croix Rouge, la profession s'est recentrée autour d'une définition unique du métier d'infirmier.
Cette définition reconnue et adoptée peu à peu par la communauté médicale internationale, a contribué à en asseoir un rôle à la fois plus précis et plus autonome : le médecin se préoccupait de la maladie de la personne, alors que l'infirmière formée par ses pairs s'occupait du quotidien du malade.
L'histoire et l'évolution de la place de la femme dans les sciences a également permis de faire prendre plus d'autonomie intellectuelle a une profession largement féminine tout en brisant un carcan patriarcal, en basant des relations de travail sur une approche rationnelle au travers d'un savoir scientifique partagé, à la fois sur l'Homme malade mais aussi l'Homme sain.
Dans la poursuite de l'œuvre « Notes on Nursing » de 1860 par Florence Nightingale, et dès le début du XXe siècle, de nombreuses théories de soins infirmiers sont publiées par des théoriciennes en soins infirmiers et ont permis d'affiner encore davantage un rôle infirmier dévolu à l'accompagnement quotidien des personnes.
C'est sur ce terrain, après la mise en place d'un Diplôme d'État d'infirmier en 1938, qu'en 1978 une loi reconnaît en France un rôle propre à l'infirmière.

## Spécificités par pays

### En France
Issu du décret n° 2004-802 du 29 juillet 2004 code de la santé publique, le rôle propre de l'infirmier est précisé aux articles R 4311-1 à R 4311-5 :
Article R. 4311-3 : « Relèvent du rôle propre de l'infirmier ou de l'infirmière les soins liés aux fonctions d'entretien et de continuité de la vie et visant à compenser partiellement ou totalement un manque ou une diminution d'autonomie d'une personne ou d'un groupe de personnes. Dans ce cadre, l'infirmier ou l'infirmière a compétence pour prendre les initiatives et accomplir les soins qu'il juge nécessaires conformément aux dispositions des articles R. 4311-5 et R. 4311-6. Il identifie les besoins de la personne, pose un diagnostic infirmier, formule des objectifs de soins, met en œuvre les actions appropriées et les évalue. Il peut élaborer, avec la participation des membres de l'équipe soignante, des protocoles de soins infirmiers relevant de son initiative. Il est chargé de la conception, de l'utilisation et de la gestion du dossier de soins infirmiers.
1. Soins et procédés visant à assurer l'hygiène de la personne et de son environnement ;
2. Surveillance de l'hygiène et de l'équilibre alimentaire ;
3. Dépistage et évaluation des risques de maltraitance ;
4. Aide à la prise des médicaments présentés sous forme non injectable ;
5. Vérification de leur prise ;
6. Surveillance de leurs effets et éducation du patient ;
7. Administration de l'alimentation par sonde gastrique, sous réserve des dispositions prévues à l'article R. 4311-7 et changement de sonde d'alimentation gastrique ;
8. Soins et surveillance de patients en assistance nutritive entérale ou parentérale ;
9. Surveillance de l'élimination intestinale et urinaire et changement de sondes vésicales ;
10. Soins et surveillance des patients sous dialyse rénale ou péritonéale ;
11. Soins et surveillance des patients placés en milieu stérile ;
12. Installation du patient dans une position en rapport avec sa pathologie ou son handicap ;
13. Préparation et surveillance du repos et du sommeil ;
14. Lever du patient et aide à la marche ne faisant pas appel aux techniques de rééducation ;
15. Aspirations des sécrétions d'un patient qu'il soit ou non intubé ou trachéotomisé ;
16. Ventilation manuelle instrumentale par masque ;
17. Utilisation d'un défibrillateur semi-automatique et surveillance de la personne placée sous cet appareil ;
18. Administration en aérosols de produits non médicamenteux ;
19. Recueil des observations de toute nature susceptibles de concourir à la connaissance de l'état de santé de la personne et appréciation des principaux paramètres servant à sa surveillance : température, pulsations, pression artérielle, rythme respiratoire, volume de la diurèse, poids, mensurations, réflexes pupillaires, réflexes de défense cutanée, observations des manifestations de l'état de conscience, évaluation de la douleur ;
20. Réalisation, surveillance et renouvellement des pansements non médicamenteux ;
21. Réalisation et surveillance des pansements et des bandages autres que ceux mentionnés à l'article R. 4311-7 ;
22. Prévention et soins d'escarres ;
23. Prévention non médicamenteuse des thromboses veineuses ;
24. Soins et surveillance d'ulcères cutanés chroniques ;
25. Toilette périnéale ;
26. Préparation du patient en vue d'une intervention, notamment soins cutanés préopératoires ;
27. Recherche des signes de complications pouvant survenir chez un patient porteur d'un dispositif d'immobilisation ou de contention ;
28. Soins de bouche avec application de produits non médicamenteux ;
29. Irrigation de l'œil et instillation de collyres ;
30. Participation à la réalisation des tests à la sueur et recueil des sécrétions lacrymales ;
31. Surveillance de scarifications, injections et perfusions mentionnées aux articles R. 4311-7 et R. 4311-9 ;
32. Surveillance de patients ayant fait l'objet de ponction à visée diagnostique ou thérapeutique ;
33. Pose de timbres tuberculiniques et lecture ;
34. Détection de parasitoses externes et soins aux personnes atteintes de celles-ci ;
35. Surveillance des fonctions vitales et maintien de ces fonctions par des moyens non invasifs et n'impliquant pas le recours à des médicaments ;
36. Surveillance des cathéters, sondes et drains ;
37. Participation à la réalisation d'explorations fonctionnelles, à l'exception de celles mentionnées à l'article R. 4311-10, et pratique d'examens non vulnérants de dépistage de troubles sensoriels ;
38. Participation à la procédure de désinfection et de stérilisation des dispositifs médicaux réutilisables ;
39. Recueil des données biologiques obtenues par des techniques à lecture instantanée suivantes :
  1. Urines : glycosurie acétonurie, protéinurie, recherche de sang, potentiels en ions hydrogène, pH ;
  2. Sang : glycémie, acétonémie ;
40. Entretien d'accueil privilégiant l'écoute de la personne avec orientation si nécessaire ;
41. Aide et soutien psychologique ;
42. Observation et surveillance des troubles du comportement.

Dans le domaine de la santé mentale, outre les actes et soins mentionnés à l'article R. 4311-5, l'infirmier ou l'infirmière accomplit les actes et soins suivants :
1. Entretien d'accueil du patient et de son entourage ;
2. Activités à visée sociothérapeutique individuelle ou de groupe ;
3. Surveillance des personnes en chambre d'isolement ;
4. Surveillance et évaluation des engagements thérapeutiques qui associent le médecin, l'infirmier ou l'infirmière et le patient.

### Au Québec
Le législateur a créé l'Ordre des infirmières et infirmiers du Québec inscrit dans le Code des professions. L'OIIQ a le pouvoir de créer un Code de déontologie qui doit être respecté par tous ses membres. Le législateur a également créé une Loi des infirmières et infirmiers du Québec (LIIQ) afin de bien circonscrire le champ de pratique de ces professionnels. En 2003, il a révisé le champ de pratique de onze professionnels de la santé dont les infirmières en créant la Loi 90 qui vient modifier la LIIQ.
Désormais, les infirmières québécoises ont quatorze activités réservées.
1. évaluer la condition physique et mentale d'une personne symptomatique (cela implique un examen physique et mental) ;
2. exercer une surveillance clinique de la condition des personnes dont l'état de santé présente des risques, incluant le monitorage et les ajustements du plan thérapeutique infirmier ;
3. entreprendre des mesures diagnostiques et thérapeutiques selon une ordonnance ;
4. entreprendre des mesures de dépistage dans le cadre d'une activité découlant de la Loi sur la santé publique ;
5. effectuer des examens et des tests diagnostiques invasifs selon une ordonnance ;
6. effectuer et ajuster les traitements médicaux selon une ordonnance ;
7. déterminer les plans de traitement reliés aux plaies et aux altérations de la peau et des téguments et prodiguer les soins et les traitements qui s'y rattachent ;
8. appliquer des techniques invasives ;
9. contribuer au suivi de la grossesse, à la pratique des accouchements et au suivi postnatal ;
10. effectuer le suivi infirmier des personnes présentant des problèmes de santé complexes ;
11. administrer et ajuster des médicaments ou d'autres substances lorsqu'ils font l'objet d'une ordonnance ;
12. procéder à la vaccination dans le cadre d'une activité découlant de l'application de la Loi sur la santé publique ;
13. mélanger des substances en vue de compléter la préparation d'un médicament selon une ordonnance ;
14. décider de l'utilisation des mesures de contention.

Au Québec toutefois, la Loi 90 permet aux infirmiers en rôle élargi (infirmières praticiennes) de prescrire des médicaments, des tests diagnostiques invasifs et des traitements appropriés à la condition de la personne à la suite de son anamnèse. Les infirmières praticiennes suivent un cheminement universitaire spécialisé au niveau d'une maîtrise (master). 
Cette même Loi 90 permet aux infirmières (techniciennes, bachelières, maîtres et docteurs) entre autres d'évaluer la santé mentale et physique, de planifier des soins infirmiers de façon autonome.